# Schopperten

Schopperten este o comună în departamentul Bas-Rhin, Franța. În 1 ianuarie 2022 avea o populație de 412 de locuitori.